# Turbanella remanei
Turbanella remanei is een buikharige uit de familie Turbanellidae. Het dier komt uit het geslacht Turbanella. Turbanella remanei werd in 1961 voor het eerst wetenschappelijk beschreven door Forneris. 